# Saint-Hilaire-Cottes
Saint-Hilaire-Cottes és un municipi francès situat al departament del Pas de Calais i a la regió dels Alts de França. L'any 2007 tenia 807 habitants.

## Demografia

### Població
El 2007 la població de fet de Saint-Hilaire-Cottes era de 807 persones. Hi havia 294 famílies de les quals 56 eren unipersonals (20 homes vivint sols i 36 dones vivint soles), 91 parelles sense fills, 127 parelles amb fills i 20 famílies monoparentals amb fills.
La població ha evolucionat segons el següent gràfic:
Habitants censats

### Habitatges
El 2007 hi havia 327 habitatges, 299 eren l'habitatge principal de la família, 4 eren segones residències i 24 estaven desocupats. 325 eren cases i 2 eren apartaments. Dels 299 habitatges principals, 227 estaven ocupats pels seus propietaris, 69 estaven llogats i ocupats pels llogaters i 2 estaven cedits a títol gratuït; 4 tenien dues cambres, 17 en tenien tres, 42 en tenien quatre i 236 en tenien cinc o més. 260 habitatges disposaven pel capbaix d'una plaça de pàrquing. A 107 habitatges hi havia un automòbil i a 153 n'hi havia dos o més.

### Piràmide de població
La piràmide de població per edats i sexe el 2009 era:
| Homes | Edats   | Dones |
| ----- | ------- | ----- |
| 0     | 95 o +  | 0     |
| 0     | 90 a 94 | 0     |
| 4     | 85 a 89 | 12    |
| 0     | 80 a 84 | 0     |
| 4     | 75 a 79 | 8     |
| 16    | 70 a 74 | 24    |
| 32    | 65 a 69 | 20    |
| 16    | 60 a 64 | 28    |
| 12    | 55 a 59 | 12    |
| 36    | 50 a 54 | 28    |
| 20    | 45 a 49 | 32    |
| 8     | 40 a 44 | 8     |
| 28    | 35 a 39 | 40    |
| 36    | 30 a 34 | 24    |
| 20    | 25 a 29 | 36    |
| 20    | 20 a 24 | 24    |
| 28    | 15 a 19 | 12    |
| 20    | 10 a 14 | 36    |
| 20    | 5 a 9   | 32    |
| 24    | 0 a 4   | 12    |

## Economia
El 2007 la població en edat de treballar era de 513 persones, 354 eren actives i 159 eren inactives. De les 354 persones actives 320 estaven ocupades (186 homes i 134 dones) i 35 estaven aturades (10 homes i 25 dones). De les 159 persones inactives 54 estaven jubilades, 56 estaven estudiant i 49 estaven classificades com a «altres inactius».

### Ingressos
El 2009 a Saint-Hilaire-Cottes hi havia 303 unitats fiscals que integraven 826 persones, la mediana anual d'ingressos fiscals per persona era de 16.177 €.

### Activitats econòmiques
Dels 33 establiments que hi havia el 2007, 1 era d'una empresa extractiva, 2 d'empreses alimentàries, 1 d'una empresa de fabricació de material elèctric, 2 d'empreses de fabricació d'altres productes industrials, 4 d'empreses de construcció, 6 d'empreses de comerç i reparació d'automòbils, 2 d'empreses de transport, 3 d'empreses d'hostatgeria i restauració, 2 d'empreses immobiliàries, 2 d'empreses de serveis, 4 d'entitats de l'administració pública i 4 d'empreses classificades com a «altres activitats de serveis».
Dels 6 establiments de servei als particulars que hi havia el 2009, 2 eren paletes, 1 electricista, 2 perruqueries i 1 saló de bellesa.
L'únic establiment comercial que hi havia el 2009 era una botiga de menys de 120 m².
L'any 2000 a Saint-Hilaire-Cottes hi havia 10 explotacions agrícoles que ocupaven un total de 672 hectàrees.

## Equipaments sanitaris i escolars
El 2009 hi havia una escola elemental.

## Poblacions més properes
El següent diagrama mostra les poblacions més properes.